# Есад-паша Топтани
Есад-паша Топтани (алб. Esat Pashë Toptani; Тирана, 1863 — Париз, 13. јун 1920) је био један од водећих албанских политичара почетком 20. века.
На самом почетку 20. века, у периоду у којем је Албанија припадала Османском царству, био је командант жандармерије у Јањини, а затим у Скадру и посланик у парламенту Османског царства. Када је 1913. године Османско царство изгубило контролу над Албанијом, организовао је проглашење три међународно непризнате албанске државе (Републике Централне Албаније 1913. године, Албанског Исламског Емирата 1914. године и Краљевине Албаније 1920. године). Почетком 1914. године је око два месеца био министар одбране и унутрашњих послова у првој међународно признатој албанској држави, Кнежевини Албанији. Уз подршку околних балканских земаља, био је поборник принципа Балкан балканским народима мимо воље и подршке Централних сила. Због оптужби да је подржавао побуну против принца протеран је из Албаније половином 1914. Вратио се у Албанију у јесен 1914, пошто су побуњеници успели да заузму територију Кнежевине Албаније и принуде принца на бекство из земље. Током Првог светског рата је подржавао савезнике и са одредом албанских жандарма једно време учествовао у биткама на Солунском фронту. У Паризу га је по завршетку Првог светског рата убио атентатор Авни Рустеми у јуну 1920.

## Породица Топтани
Есад-паша потиче из богате земљопоседничке породице Топтани, пореклом из Кроје, која је 1816. године преузела контролу над Тираном. Породица Топтани је имала поседе у централном делу Тиране, укључујући и земљиште на којем се данас налази Парламент Албаније. Фарме и шуме источно од Тиране такође су припадале овој породици. Прва половина 19. века била је златно доба породице Топтани. То је било време када је у Османском царству дозвољено локалним вођама да имају одређену слободу управљања својим имањима — читлуцима.

## Војна каријера
Есад-паша је био шеф личне гарде султана Абдула Хамида II у периоду пре младотурске револуције. На самом почетку 20. века Есад-паша је био командант жандармерије у Јањини, а све до избијања Балканских ратова је био командант жандармерије у Скадру у којем се бавио давањем концесија италијанским предузећима за експлоатацију дрвета из околних шума.
Есад-паша Топтани је постао симпатизер покрета младотурака после убиства његовог брата Гани-бега Топтанија које су извршиле снаге лојалне султану Абдулу Хамиду II. Постоје наводи о томе да је убиство Гани-бега Топтанија извршио син великог везира по наредби самог султана Абдула Хамида II као и да је Гани-бегов слуга осветио његову смрт убивши убицу свог господара усред дана на Галата мосту у Истанбулу. Овај догађај је наводно изазвао презир јавности према Есад-паши јер није био он, већ братовљев слуга који је осветио Гани-бегову смрт. После Младотурске револуције 1908. године био је посланик у скупштини Османског царства као представник изборне јединице Драч, а 1909. године је предао султану Абдул Хамиду II указ о његовом свргавању.

### Опсада Скадра
Током Балканских ратова командовао је, после мистериозне погибије генерала Хасана Ризе у заседи у Скадру 18. јануара 1913. године, војском Османског царства приликом опсаде Скадра када је седам месеци, тј. до 23. априла 1913. године одолевао нападима војске Краљевине Црне Горе. Постоје тврдње да је Есад-паша организовао убиство Хасана Ризе. Есад-паша је предао контролу над Скадром и због великих губитака црногорске војске стрепео је од одмазде победника. Међутим, победници су се понели витешки. Заробљеном Есад-паши и његовим саборцима је дозвољено да, приликом повлачења из Скадра, задрже лично наоружање. Песник Алекса Шантић је инспирисан предајом Скадра војсци Краљевине Црне Горе написао песму под називом „Есад Паши“.

## Република Централна Албанија
Одлуком великих сила, донетом 29. јула 1913. на основу одредби Лондонског уговора о миру је формирана Кнежевина Албанија и именован Вилхелм од Вида за кнеза. Због тога су се почетком августа војске балканских савезница повукле са територије Албаније. Пошто власт новостворене Кнежевине Албаније још увек није била конституисана, контролу над територијом Кнежевине Албаније су имале две особе. Највећи део Албаније је контролисао Есад-паша Топтани, који је под командом имао хиљаде наоружаних жандарма и војника са којима се повукао после предаје Скадра. Одређену моћ је имао и Исмаиљ Ћемали који се налазио на челу привремене владе која је 28. новембра 1912. декларисала независност Албаније у којој је ресор одбране био поверен Иси Бољетинцу, једном од вођа око 20.000  косовскометохијских качака који су током Првог балканског рата побегли у Албанију.
У септембру 1913. године, после наоружавања које је финансирала Аустроугарска и обуке које је извела пробугарска ВМРО, изведен је напад качака на Краљевину Србију у више праваца (на подручје Љуме, Ђаковице, Призрена, Дебра, Кичева, Струге и Охрида), и уз тајну подршку Исмаиља Ћемалија. Овај напад се завршио тоталним неуспехом и уз велике жртве.
Напад на Краљевину Србију који су организовале Аустроугарска и Краљевина Бугарска а који су извеле снаге лојалне Исмаиљу Ћемалију је био један од разлога да Есад-паша, у циљу спречавања да Албанија буде увучена у сукоб са Краљевином Србијом, 16. октобра 1913. оснује Републику Централну Албанију са престоницом у Драчу. Око себе је окупио велики број исламиста и земљопоседника који су били забринути да би влада под контролом великих европских сила могла да их лиши привилегија. Есад-пашу и Републику Централну Албанију је финансијски подржавала Србија која је заузврат очекивала одређене територијалне компензације код Црног Дрима и да се Есад-паша обрачуна са качацима Исе Бољетинца и осталих који су били окупљени око Исмаиља Ћемалија. За Србију је било веома важно да неутралише око 20.000 наоружаних качака под командом Исе Бољетинца, Хасана Приштине и осталих вођа качака, пре очекиваног напада Бугара у Другом балканском рату.

## Министар одбране и унутрашњих послова Кнежевине Албаније
Велике силе су утицале на Есад-пашу да 1. фебруара 1914. године пристане да преда власт кнезу Вилхелму од Вида, а заузврат је добио положај министра одбране и министра унутрашњих послова. Есад-паша је предводио делегацију представника 18 области Албаније која је путовала у Немачку да формално понуди престо Вилхелму од Вида, кога су велике силе изабрале за кнеза Кнежевине Албаније.
Група проосманских исламиста и земљопоседника је у намери да осујети Велике силе да поставе кнеза који би их лишио њихових привилегија организовала протесте и побуне и крајем 1913. године у сарадњи са властима у Истанбулу а уз подршку Есад-паше Топтанија позвала Ахмеда Изет-пашу (тада Министра рата у Османском царству) да преузме престо Кнежевине Албаније. Због тога је аустроугарским паробродом неколико стотина војника и официра Османског царства превезено у Валону да би подржали устанак исламиста и устоличење Ахмеда Изет-паше.
Када је покушај завршио неуспехом, званичници у Истанбулу су негирали да су били упознати са прокламацијом Ахмеда Изет-паше који је са своје стране негирао целу причу.
Значајан број становника исламске вероисповести је био против избора Вилхелма од Вида за кнеза, али је Есад-паша заложио свој ауторитет иза ове одлуке великих сила, што је утицало на смиривање незадовољства са једне стране али и довело до стварања одређеног анимозитета према Есад-паши са друге.
Неколико недеља по доласку Вилхелма од Вида у Албанију, због тога што није спровео аграрне реформе, дошло је до протурске побуне коју су предводили незадовољни земљорадници. Због оптужби да помаже побуњенике, 19. маја 1914. године Есад-паша је ухапшен и протеран из Албаније. Есад-паша је у свом меморандуму о Албанији написао да су особе које су га ухапсиле биле аустрофили и да је кнез Вилхелм од Вида извршио његово хапшење по наговору дипломатског представника Аустроугарске. После његовог протеривања из Албаније учестали су упади качака у Краљевину Србију из Албаније.
На територији Албаније је почетком 1914. године било припадника аустроугарске војске који су тесно сарађивали са нелегалним одредима наоружаних албанских бандита а касније током године и комбинованим одредима састављеним од домаћег становништва и бугарских комита.

## Први светски рат
У изгнанству је Есад-паша увидео да у његовом одсуству Аустроугарска и Османско царство желе да употребе Албанце у предстојећим сукобима у Првом светском рату и да их увуку у рат на страни Централних сила подстицањем сукоба Албаније и Краљевине Србије. У жељи да спречи да Албанија буде на овакав начин гурнута у рат Есад-паша је добио подршку Владе Краљевине Србије да се врати у Албанију и преузме власт а да заузврат потпише споразуме о заједничкој одбрани, царинској унији и слично, што би гарантовало мир за Албанију и безбедне југозападне границе Краљевини Србији.
Када је кнез Вилхелм од Вида заједно са читавом владом у септембру 1914. напустио Албанију јахтом италијанске морнарице убрзо по избијању Првог светског рата, Есад-паша се налазио у Француској, али се већ у октобру 1914. године вратио у Драч. У Драч је Есад-паша допутовао преко Атине и Ниша у којима је информисао представнике Србије и Грчке о ставу који ће Албанија под његовим вођством заузети према Централним силама.
У Нишу је, пре повратка у Албанију, са Николом Пашићем (председником владе Краљевине Србије) потписао тајни споразум којим је било предвиђено оснивање заједничких политичких и војних институција, војни савез и изградња пруге од Србије до Драча. Текстом споразума је било предвиђено да Србија на позив Есад-паше војно интервенише у циљу заштите режима и да финансира Есад-пашину жандармерију и снабдева је војном опремом.

### Албански Исламски Емират
Када је допутовао у Драч почетком октобра 1914. године Есад-паша је формирао нову владу и декларисао Албанију као Албански Исламски Емират, а сенат га је сутрадан прогласио за председника владе. Ова држава није никада била међународно призната иако је имала подршку Краљевине Србије. Када је у октобру 1914. године преузео управљање Албанијом, обратили су му се са предлозима за савезништво дипломатски представници Аустроугарске и Бугарске. Бугарски представник га је информисао о намери Бугарске да се прикључи Централним силама и предложио му да учествује у заједничком нападу на Краљевину Србију. Због тога што је сматрао да ће Савезници признати право на независност малобројнијим народима и њиховим националним државама, Есад-паша је одбио предлоге Аустроугарске и Бугарске и отворено се сврстао на страну Савезника.
Када је почетком новембра 1914. године Османско царство ушло у рат на страни Централних сила, Есад-паша је изгубио подршку албанских муслимана, пошто је подржавао Савезнике и био савезник Краљевине Србије која је била на страни Савезника. Војни суд у Истанбулу га је осудио на смрт, а исламисти су у организацији Аустроугарске и младотурака против њега подигли низ антисрпски мотивисаних устанака и стекли контролу над одређеним територијама у Албанији, истичући и захтеве за анексијом Косова и Метохије.
Почетком јуна 1915. године Краљевина Србија је послала 20.000 војника  као помоћ Есад-паши. Они су заузели Елбасан и Тирану и ослободили опкољеног Есад-пашу у Драчу. Током гушења побуне снаге лојалне Есад-паши су заплениле 30.000 пушака којима је Аустроугарска наоружала побуњенике и које би, да их нису Есад-паша и снаге под његовом контролом заплениле, биле употребљене у борби против Краљевине Србије.

### Унија Краљевине Србије и Албанског Исламског Емирата
У Тирани је на дан 28. јуна (Видовдан) 1915. године потписан тајни уговор о реалној унији између Србије и Албаније у којем је било предвиђено формирање заједничке војске, царинске управе, централне банке и дипломатских представништава. Есад-паша би био, у складу са одредбама овог уговора, кнез Албаније а заузврат би границе биле преправљене у корист Србије. Есад-паша је био заговорник принципа „Балкан балканским народима“ и у циљу остваривања тог принципа и у циљу супротстављања аспирацијама Аустроугарске и Италије је 1915. године склопио овај уговор о унији између Србије и Албаније.

### Албанска голгота
Током српског повлачења кроз Албанију, Есад-паша је српској војсци показао велику солидарност. Његова жандармерија је на граници штитила бокове колона српске војске у одступању, док ју је у непроходним и дивљим подручјима сусретала и показивала јој пут. Локално сеоско становништво пружало је српској војсци уточиште по његовој наредби. Чак је и последње залихе хране за своју жандармерију уступио српској војсци, чиме је спасавао читаве српске јединице. Такође је издао наређење да се на територији Албаније обавезно мора примати српски динар као средство плаћања да би омогућио српским војницима да купе намирнице за своје потребе. Било много је примера Есад-пашине помоћи. Број жртава Албанске голготе војске и цивила би био много већи да није било подршке Есад-паше.

### Одлазак из Албаније због аустроугарске окупације
Када је Аустроугарска, после заузимања територије Краљевином Србије и Краљевине Црне Горе, почела током 1916. године да заузима територију Албаније, Есад-паша Топтани је у име Албанског Исламског Емирата објавио рат Централним силама и заједно са италијанском војском учествовао у одбрани Драча од Аустроугарске,. У октобру и децембру је Италија окупирала део Албаније, конкретно луке Сасено и Валону када су Велике силе које су биле припаднице Антанте прекршиле одредбе Лондонског мира. У циљу привлачења Италије у свој блок и њеног увлачења у рат са Централним силама тајним Лондонским пактом од 26. априла 1915. су Велике силе промениле територијални статус и границе Албаније и доделиле луке Сасено и Валону Италији. Она је већ била окупирала део Албаније и ове луке 30. октобра и 26. децембра 1914. године, а окупацију је формално окончала 3. јуна 1917. године када је италијански генерал Ђакинто Фереро прогласио једнострану декларацију о независности окупираног дела Албаније под протекторатом Италије.
Аустроугарска је убрзо по нападу током 1916. окупирала Албанију због чега је Есад-паша био присиљен да напусти земљу. Француска је извршила заузимање региона око града Корча на југоистоку Албаније и прогласила Републику Корчу под својом контролом.
Када је током 1916. године Аустроугарска успела да окупира већину територије Кнежевине Албаније, Есад-паша је напустио Албанију и отпутовао прво у Бриндизи у Италији а затим је, да би избегао настојања Италијанске владе да оствари утицај на њега, отпутовао у Француску. Када је Италија 3. јуна 1917. године прогласила велики део Албаније својим протекторатом, он је упутио протест италијанској влади.
Из Француске је бродом француске војске допутовао у Солун 1916. Његова влада уз посредовање грчке и српске дипломатије, добија статус савезничких кабинета а око 1.000 његових жандарма добија свој камп на Солунском фронту. Посредством владе Краљевине Србије Есад-паша је безуспешно покушавао да преузме контролу над Републиком Корча од Француске. Есад-пашину јединицу су на основу одлуке Врховног Ратног Већа да је Италијанска влада која има протекторат над Албанијом једина призната влада за савезнике, расформирана и придодата француској војсци почетком 1918. године, уз образложење да је разлог био низак морал јединице.

## Краљевина Албанија
По завршетку Првог светског рата Есад-паша је поново боравио у Француској на мировној конференцији у Паризу где је под окриљем делегације Краљевине СХС као представник Албаније поднео меморандум о Албанији крајем априла 1919. године. Његове присталице су тада у Паризу конституисале националну скупштину и формирале Краљевину Албанију, крунишући Есад-пашу за краља. У Албанији је у том периоду избила побуна Албанаца који су почели да заузимају све веће делове Албаније борећи се против италијанске војске. Италија је због успеха побуњеника после неколико дана од избијања побуне под контролом успевала да задржи само Валону захваљујући подршци ратне морнарице.

## Смрт
Есад-паша Топтани је убијен у атентату 13. јуна 1920. године док је излазио из Хотела Континентал у улици Кастиљоне у Паризу, са намером да отпутује у Албанију на своју краљевску инаугурацију. Убица је био Авни Рустеми, вођа револуционарно буржоаског покрета Башкими, који је убијен 1924. године по налогу следбеника Есад-паше Топтанија или његовог нећака, Зога I од Албаније, каснијег председника државе.
Сахрањен је на српском војничком гробљу у париском предграђу Тије.

## Наслеђе
После смрти Есад-паше су настављене вишегодишње поделе а избија и грађански рат у Албанији, занемареној и заборављеној у свету, све док Зог I од Албаније (алб. Mbreti Zogu I), нећак Есад-паше, није изабран за председника почетком 1925. године.
Есад-паша се у албанској историографији сматра једним од највећих издајника албанског народа, док се у Србији сматра великим пријатељем српског народа.
Иако је Тирана крајем 20. и почетком 21. века град у којем је градитељство и грађевинска делатност доживела процват, кућа породице Топтани која се налази у централном делу Тиране је, иако формално стављена под заштиту државе као споменик културе и претворена у музеј, запуштена, обрасла коровом и руинирана, а улаз у утврђење у којем се налази је онемогућен за посетиоце.
У Београду једна улица у општини Вождовац носи Есад-пашино име.
Додељен му је Краљевски орден Белог орла.